# Алфёровское сельское поселение (Тверская область)
Алфёровское се́льское поселе́ние — муниципальное образование в составе Калязинского района Тверской области.
Центр поселения — деревня Алфёрово.
Образовано в 2005 году, включило в себя территории Алферовского, Васильевского, Дымовского, Спасского и Чигиревского сельских округов.

## Географические данные
- Общая площадь: 295,90[2] (по другим данным — 319 км²[источник не указан 2120 дней]).
- Нахождение: северная часть Калязинского района
  - Граничит:
    - на севере — с территорией городского поселения город Калязин, на севере и западе по Угличскому водохранилищу — с Кашинским районом,
    - на северо-востоке — с Семендяевским СП,
    - на востоке — со Старобисловским СП,
    - на юге — с Нерльским СП.

Главные реки — Волга (Угличское водохранилище) — западная и северная границы поселения, Нерль — по южной границе, Жабня.

Поселение пересекает железная дорога «Москва (Савёловская)—Сонково—Санкт-Петербург» и ветка «Калязин—Углич».

## Население
| 2010  | 2011  | 2012  | 2013  | 2014  | 2015  | 2016  |
| ----- | ----- | ----- | ----- | ----- | ----- | ----- |
| 1584  | ↘1575 | ↘1550 | ↘1520 | ↗1586 | ↗1592 | ↘1588 |
| 2017  | 2018  | 2019  | 2020  | 2021  |       |       |
| ↗1601 | ↘1580 | ↘1554 | ↘1530 | ↗1745 |       |       |

## Населенные пункты
На территории поселения находятся 67 населенных пунктов:
| №  | Населённый пункт | Тип     | Население |
| -- | ---------------- | ------- | --------- |
| 1  | Авсергово        | деревня | 22        |
| 2  | Алексино         | деревня | 1         |
| 3  | Алфёрово         | деревня | ↘203      |
| 4  | Аферово          | деревня | 10        |
| 5  | Берегово         | деревня | 12        |
| 6  | Благуново        | деревня | 11        |
| 7  | Большие Иванищи  | деревня | 0         |
| 8  | Большое Плутково | деревня | 25        |
| 9  | Брыкино          | деревня | 6         |
| 10 | Василёво         | деревня | ↘243      |
| 11 | Васюсино         | деревня | ↘1        |
| 12 | Вертягино        | деревня | 5         |
| 13 | Глазково         | деревня | 0         |
| 14 | Горбово          | деревня | 31        |
| 15 | Дмитровка        | деревня | 5         |
| 16 | Доскино          | деревня | 0         |
| 17 | Дуброво          | деревня | 0         |
| 18 | Дымово           | деревня | ↘170      |
| 19 | Екатериновка     | деревня | 9         |
| 20 | Елзыково         | деревня | 5         |
| 21 | Заручье          | деревня | 0         |
| 22 | Иванково         | деревня | 20        |
| 23 | Ильицино         | деревня | 8         |
| 24 | Каменка          | деревня | 21        |
| 25 | Клыпино          | деревня | 17        |
| 26 | Коги             | деревня | 0         |
| 27 | Конищево         | деревня | 1         |
| 28 | Коноплино        | деревня | 1         |
| 29 | Копылово         | деревня | 1         |
| 30 | Лесная Поляна    | посёлок | 58        |
| 31 | Лом              | деревня | 0         |
| 32 | Малое Плутково   | деревня | 11        |
| 33 | Малые Иванищи    | деревня | 8         |
| 34 | Матвейково       | деревня | 84        |
| 35 | Медвежье         | деревня | 1         |
| 36 | Мицеево          | деревня | 28        |
| 37 | Мордвиново       | деревня | 25        |
| 38 | Мышино           | деревня | 7         |
| 39 | Никитское        | деревня | ↘16       |
| 40 | Ново-Окатово     | деревня | 30        |
| 41 | Носатово         | деревня | 1         |
| 42 | Носово           | деревня | 1         |
| 43 | Овсяниково       | деревня | 12        |
| 44 | Осечек           | деревня | 0         |
| 45 | Осташково        | деревня | 24        |
| 46 | Панкратово       | деревня | 11        |
| 47 | Петрецово        | деревня | 13        |
| 48 | Петрушино        | деревня | 1         |
| 49 | Раковская        | деревня | 0         |
| 50 | Ремнево          | деревня | 5         |
| 51 | Серково          | деревня | 1         |
| 52 | Совачево         | деревня | 7         |
| 53 | Соломидино       | деревня | 21        |
| 54 | Спасское         | село    | ↘150      |
| 55 | Староселка       | деревня | 5         |
| 56 | Сущево           | деревня | ↘11       |
| 57 | Тарчево          | деревня | 9         |
| 58 | Толстоухово      | деревня | 11        |
| 59 | Устиново         | деревня | 1         |
| 60 | Хонино           | деревня | 0         |
| 61 | Хорхоры          | деревня | 0         |
| 62 | Чаплино          | деревня | ↘58       |
| 63 | Чернохово        | деревня | 6         |
| 64 | Чигирево         | деревня | ↘107      |
| 65 | Шереметьево      | деревня | 1         |
| 66 | Якимовская       | деревня | 12        |
| 67 | Ярославищи       | деревня | 5         |

### Бывшие населенные пункты
В 1998 году исключены из учетных данных деревня Пряжино, н.п. Константиновская Школа и ж.д.ст. Чигирево.

Ранее исчезли деревни: Григорьевская, Мышкино, Тутома, Фёдорово и другие.

При создании Угличского водохранилища (1938—1939 годы) затоплены (переселены) деревни: Болотово, Нерогоцкое, Жерновка, Бучманово, Паулино, Барнога, Спирово, Грезино, Карповская, Окатово, Басово, Кобылино, Синицино, Скнятино, Мичково.

Деревни Давыдково, Песья, Солоновка присоединены к городу Калязин.

## История
В XVI—XVII вв. территория поселения относилась к Кашинскому уезду Русского государства.

С образованием губерний территория поселения входит в Углицкую провинцию Санкт-Петербургской, затем (с 1727 года) в Московской губернии. С образованием в 1796 году Тверской губернии территория поселения вошла в Калязинский уезд (до 1922 года). После ликвидации губерний в 1929 году территория вошла в Калязинский район Московской области. В 1935 году Калязинский район вошёл в состав Калининской области, 13 февраля 1963 года ликвидирован (присоединён к Кимрскому району) и восстановлен 4 марта 1964 года.
В XIX — начале XX века деревни поселения относились к Степановской, Сущевской и Плещеевской волостям Калязинского уезда.
В 1950-е годы на территории поселения существовали Алферовский, Дымовский, Осташковский, Петрецовский, Спасский, Якимовский и Чигиревский сельсоветы.

## Известные люди
В деревне Ремнево родился Герой Советского Союза Николай Фёдорович Андреев.

 В деревне Совачево родился Алексей Васильевич Чуев (1918—1976) — ленинградский судостроитель, дважды Герой Социалистического Труда.